# Pinehurst (comté d'Orange, Texas)
Pour les articles homonymes, voir Pinehurst.
Pinehurst est une ville située à l'est du comté d'Orange , au Texas, aux États-Unis,.

## Démographie
Lors du recensement de 2010, la ville comptait une population de 2 097 habitants. Elle est estimée, en 2016, à 2 081 habitants.

### Source de la traduction
- (en) Cet article est partiellement ou en totalité issu de l’article de Wikipédia en anglais intitulé « Pinehurst, Orange County, Texas » (voir la liste des auteurs).